# Шандриков, Владимир Романович
Влади́мир Рома́нович Ша́ндриков (настоящая фамилия по отцу — Ше́ндриков; 5 апреля 1940, Омск — 30 января 2003, там же) — самобытный российский певец, художник, поэт и композитор, исполнитель песен собственного сочинения, «омский Высоцкий».

## Биография
Родился и жил в Омске. Вырос без отца.
По образованию и основному роду деятельности — художник-оформитель. В 1964 году поступил в Пензенское художественное училище.
Из училища был исключён, в числе других учащихся, за участие в подписании письма в газету «Советская культура» о недостатках экспериментальной программы в своём училище (по его собственным словам — «за организацию бунта против бюрократических сил»).
Дважды был женат. Трижды судим, в том числе один раз приговорён к трём годам лишения свободы, по статье 108 часть 1 — «умышленное тяжкое телесное повреждение», срок отбывал с 1969 по 1972. Находясь в заключении, сочинил первые песни — на тюремную тематику.
В 1972 году, отбывая срок, оказался на хозяйственных работах на строительстве Дома культуры МВД, где познакомился со звукорежиссером Евгением Шабановым, который там монтировал аппаратуру, и с его подачи прямо во время «срока» состоялась первая студийная запись. Альбом разошелся в так называемом «магнитиздате», после освобождения начались первые полуофициальные выступления.
Шандриков владел гитарой слабо, на концертах и в записях неизменно участвовал аккомпаниатор-гитарист. Многие песни 1970-х годов написаны под влиянием творчества Владимира Высоцкого и исполнены в схожей манере, в связи с чем авторство некоторых из них порой ошибочно приписывается Высоцкому. Именно Высоцкого (которого знал лишь заочно) Шандриков до конца жизни считал своим «и другом, и учителем, и сострадальцем».
Этот момент отмечает С. Алоэ, говоря, что творчество Высоцкого, «подражание его стилю, хриплому голосу и его интонациям стало распространённым стилем пения блатных песен», и приводит в пример Владимира Шандрикова как одного из авторов-исполнителей блатной песни. Анализируя жанровую палитру авторской песни, Игорь Васильев обращает внимание на то, что существенное место здесь принадлежит так называемому «блатняку». Среди песен, которые, по его мнению, принадлежат этому жанру, он называет песню В. Шандрикова «Ну, я откинулся! Какой базар-вокзал?».
В 1977 году ему предложили совместно с Аркадием Северным записать в Одессе три альбома в сопровождении ансамбля «Черноморская чайка».
В своих песнях-картинках, песнях-сценках, какими я сам их считаю, потому что никто и никогда меня специально не учил ни петь, ни сочинять — я стараюсь избегать всего того, что набило уже оскомину трафаретности, елейности, пустозвонства и т. д. Возможно, этим и привлекательны мои вещички, интересен какому-то кругу я сам, как оригинальный автор. Я совершенно не понимаю, как можно всю свою жизнь петь две-три песни, пусть даже и очень нравящиеся слушателям. И расцениваю это как скудоумие и нищенство духовное. Плюс к этому — трусость: «А вдруг лучше не получится?»(Владимир Шандриков о своём творчестве, 2000 г.)
Первое официальное выступление Шандрикова состоялось лишь в 1986 году на городском конкурсе самодеятельной песни. Уже будучи инвалидом второй группы, в 1999—2000 гг. записал первый студийный альбом «На улице Тарской», до настоящего времени не изданный. Всего же Владимир Шандриков написал около двухсот стихов (большинство из них стало песнями) и свыше 500 частушек.
Похоронен 1 февраля 2003 года на Западном кладбище Омска.
Снова был в редакции — и снова

Получил назад свои стихи:

«Очень свеже пишете, толково…»

А в печать не взяли ни строки.

«Вы — талант, Вы настоящий гений!

А вернее, сможете им стать,

Если темы для стихотворений

Будете изящней подбирать.

Ну зачем, скажите мне, зачем

Вы всё норовите про худое?

Разве нет у нас приличных тем?

Принесите что-нибудь другое!»

Я стоял, как лошадь у корыта,

Понукаем плетью пышных слов…

Форточка была полуоткрыта —

Он на жизнь смотрел через неё.

Где-то там, невидимы, ходили

Сотни неопознанных, как я,

Также разбивали лбы другие,

Вдавливая зубы в удила.

А потом на «ты» и полушепотом

Убеждал редактор заговорщицки,

Ввинчиваясь в мозг мой штопором:

Ни к чему, мол, эти разговорчики!

А потом с улыбочкой, потупясь,

Говорил, пушинку с плеч сдувая:

«Ну, давай, пиши, только получше!

Знаешь сам — политика какая!..»

Я запомнил типа эту тупость,

Бдея кабинетчика слова:

«Ты смотри на подлость и преступность

Как на нетипичность бытия!»

Должен я идти иной походкой

Мимо сплетен, горя и реклам…

Ничего, что слева пахнет водкой!

Ничего, что справа — «В морду дам»!

Что стоят мальчишки, выпивая,

Так, что аж захватывает дых,

И потом дерутся, избивая

Незнакомых, <зна>комых и родных.

Что ж такого, если кто-то плачет,

Если кто-то бритву обнажил…

«Это ничего собой не значит,

Се ля ви!» — мне тип тот говорил.

Я иду небрежною походкой

Мимо дряни, вони и обид.

Ничего, что от подружки пахнет водкой!

Ничего, что совесть говорит…

## Дискография
- 1973 — 1-й концерт с Евгением Шабановым
- 1973 — 2-й концерт с Евгением Шабановым
- 1973 — Запись для коллекции Геннадия Михалёва
- 197? — «Городские часы»
- 1975 — Запись у Юрия Пенькова (c Вадимом Мединым)
- 1976 — Запись 1976 года
- 1977 — «Поговорим за жизнь». 1-й концерт с «Черноморской чайкой» (Вл. Шандриков и А.Северный)
- 1977 — «Где мои берега». 2-й концерт с «Черноморской чайкой» (Вл. Шандриков и А.Северный)
- 1977 — «Возвращение». 3-й концерт с «Черноморской чайкой» (Вл. Шандриков и А.Северный)
- 1981 — «Настроение»
- 1983 — «Про алкашей»
- 1988 — «Оглядываясь назад»
- 1988 — «В разрезе наших дней»
- 1990 — «Домашние черновики», часть 1
- 1992 — «Домашние черновики», часть 2
- 1994 — «Домашние черновики», часть 3
- 1995 — «Штрихи к автопортрету»
- 1997 — «И это все мы» (эпиграммы)
- 1999 — «На окраине, где-то в городе»
- 2000 — Запись в клубе «Мистер Икс»
- 2003 — «Где мои берега» (2 CD, посмертное издание по записям 1977 г.)